# Andreas Kugler
Andreas Kugler (6 de agosto de 1979) es un deportista suizo que compitió en ciclismo de montaña en la disciplina de campo a través. Ganó tres medallas en el Campeonato Europeo de Ciclismo de Montaña en Maratón entre los años 2005 y 2010.

## Medallero internacional
| Campeonato Europeo | Campeonato Europeo      | Campeonato Europeo | Campeonato Europeo |
| Año                | Lugar                   | Medalla            | Competición        |
| ------------------ | ----------------------- | ------------------ | ------------------ |
| 2005               | Frammersbach (Alemania) | Medalla de plata   | Campo a través     |
| 2006               | Tambre (Italia)         | Medalla de bronce  | Campo a través     |
| 2010               | Montebelluna (Italia)   | Medalla de bronce  | Campo a través     |